# Castel Boymont
Castel Boymont (Schloss Boymont o anche Boimont in tedesco) è un castello che si trova a Missiano, frazione di Appiano sulla Strada del Vino (BZ), sopraelevata rispetto al vicino Castel Corba.

## Storia

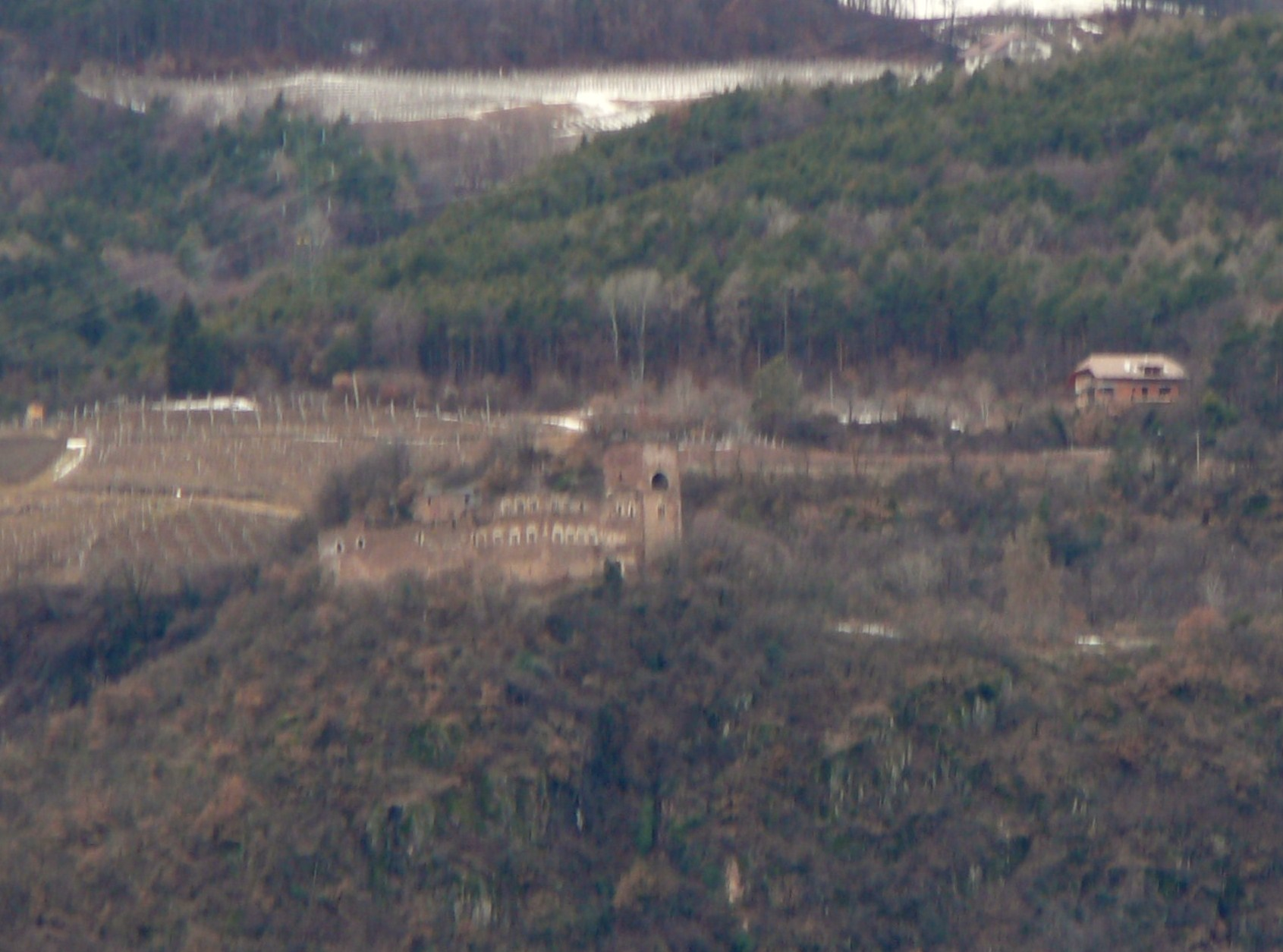
Vista del castello

Venne costruito attorno al 1230 (probabilmente fu terminato nel 1235) verosimilmente da membri di un ramo collaterale della famiglia dei conti di Appiano. Tra il 1239 ed il 1245 appare più volte  nelle fonti un certo Enrico di Boymont, vassallo del conte Ulrico di Appiano-Ultimo. Fu infatti probabilmente concesso ai signori di Boymont, ministeriali di tali conti, da cui prese anche il nome.
I due decenni compresi tra il 1220 ed il 1240 sono considerati il periodo d'oro dell'edificazione di castelli in Alto Adige: un elevato numero di manufatti, tra cui Castel Flavon (o Haselburg) e Castel Roncolo, sono nati allora.
I signori di Boymont ebbero più tardi, in particolare nel XIV secolo, un ruolo importante, soprattutto con il ramo dei Käfer von Boimont, ma il castello venne infine a trovarsi nelle mani di Ulrich Kässler, che nel 1413 aveva sposato la ricca ereditiera Barbara di Boymont e ricopriva anche il ruolo di segretario di Federico Tascavuota (1382-1439). Nel 1742 Castel Boymont fu distrutto da un incendio, forse appiccato a causa di contrasti ereditari e da allora non fu più abitato e cadde definitivamente in rovina, nonostante sia passato di mano tra alcune delle maggiori famiglie nobiliari sudtirolesi, tra le quali i Wolkenstein-Trostburg e gli Enzenberg.

## Impianto
Boymont è un'opera romanica e venne costruita verosimilmente in un'unica fase con una pianta praticamente quadrangolare. Anche i tratti costruttivi, chiari e ben progettati, appaiono insoliti per una costruzione altomedievale di questo tipo. Boymont è infatti disposto in una posizione difensiva, ma serviva soprattutto come residenza e solo marginalmente per il controllo militare della zona, come invece il vicino Castel d'Appiano. Lo stato delle rovine ancora imponenti è interessante per lo studio dei castelli, poiché si tratta in questo caso di un grande castello residenziale romanico, pervenuto in discrete condizioni e senza significative aggiunte e manipolazioni. Il palazzo a più piani si trova nell'angolo di sud-est e presenta delle inconfondibili e splendide trifore aperte nel muro perimetrale. Il mastio si trova a nord-est e mostra una notevole apertura ad arco verso est, di ampie dimensioni - simile peraltro a quella che si vede nella torre di Castel Neuhaus, vicino a Terlano. Un'altra torre più piccola si trova invece a nord-ovest. La cappella del maniero era posizionata sopra l'entrata, al primo piano. L'abside, che si è conservata, è rivolta come di consueto verso est. La posizione della cappella è comparabile a quelle che si trovano a castel Bruck presso Lienz in Austria (Tirolo orientale).

## Stato attuale
Solo nel 1977 il nuovo proprietario ha cominciato un'opera di consolidamento e di recupero di quanto ancora salvabile. Le parti aggiunte nel consolidamento sono distinguibili, secondo corretti criteri di restauro. Il castello è posto lungo sentieri percorribili ed è oggi visitabile; al suo interno è allestito un punto di ristoro. Nella roccia sotto il castello si trova un bunker, di difficile accesso, appartenente al Vallo Alpino in Alto Adige, e precisamente allo Sbarramento Bolzano Sud.

## Galleria d'immagini

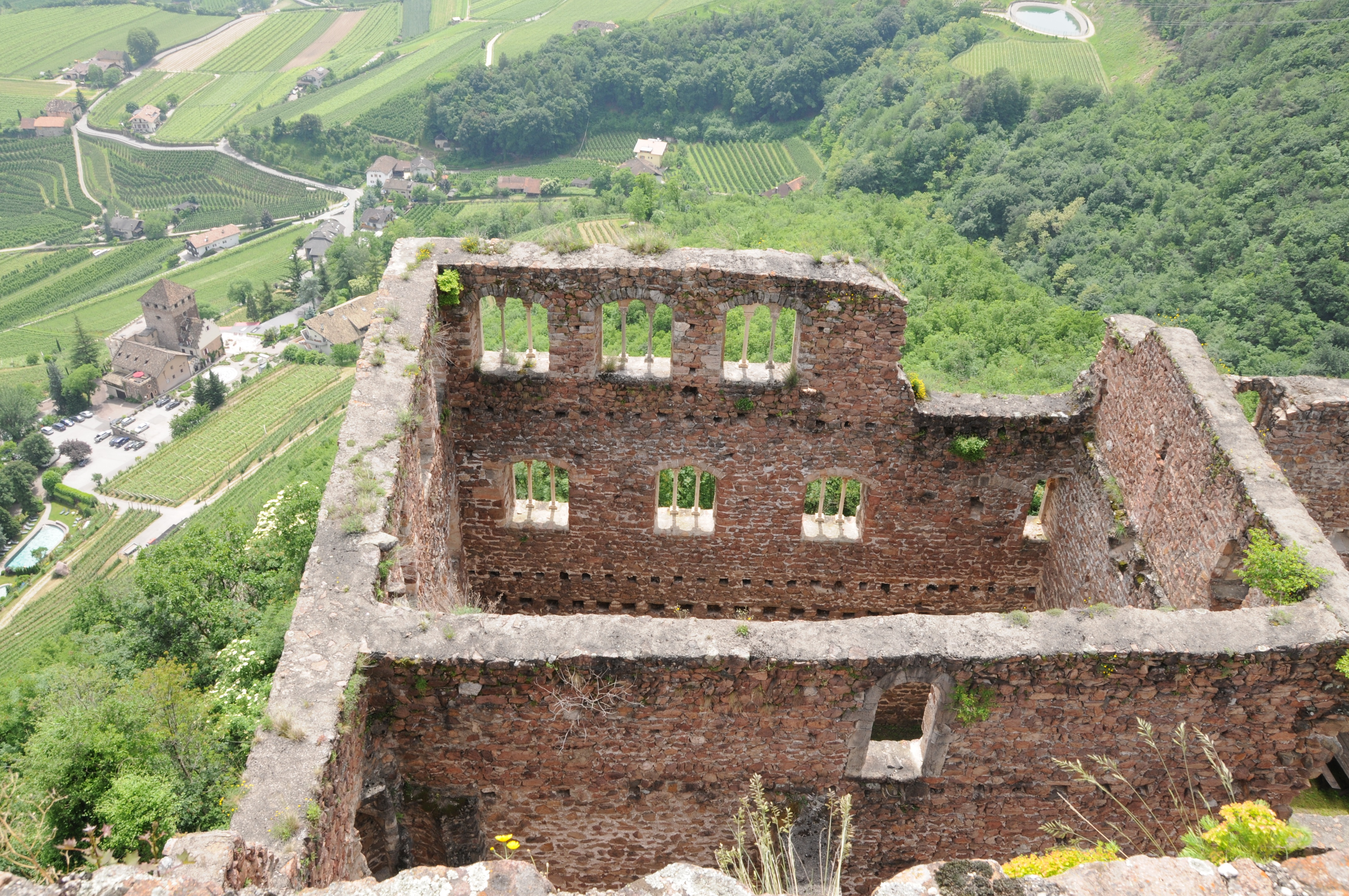
Palazzo, a sinistra Castel Corba
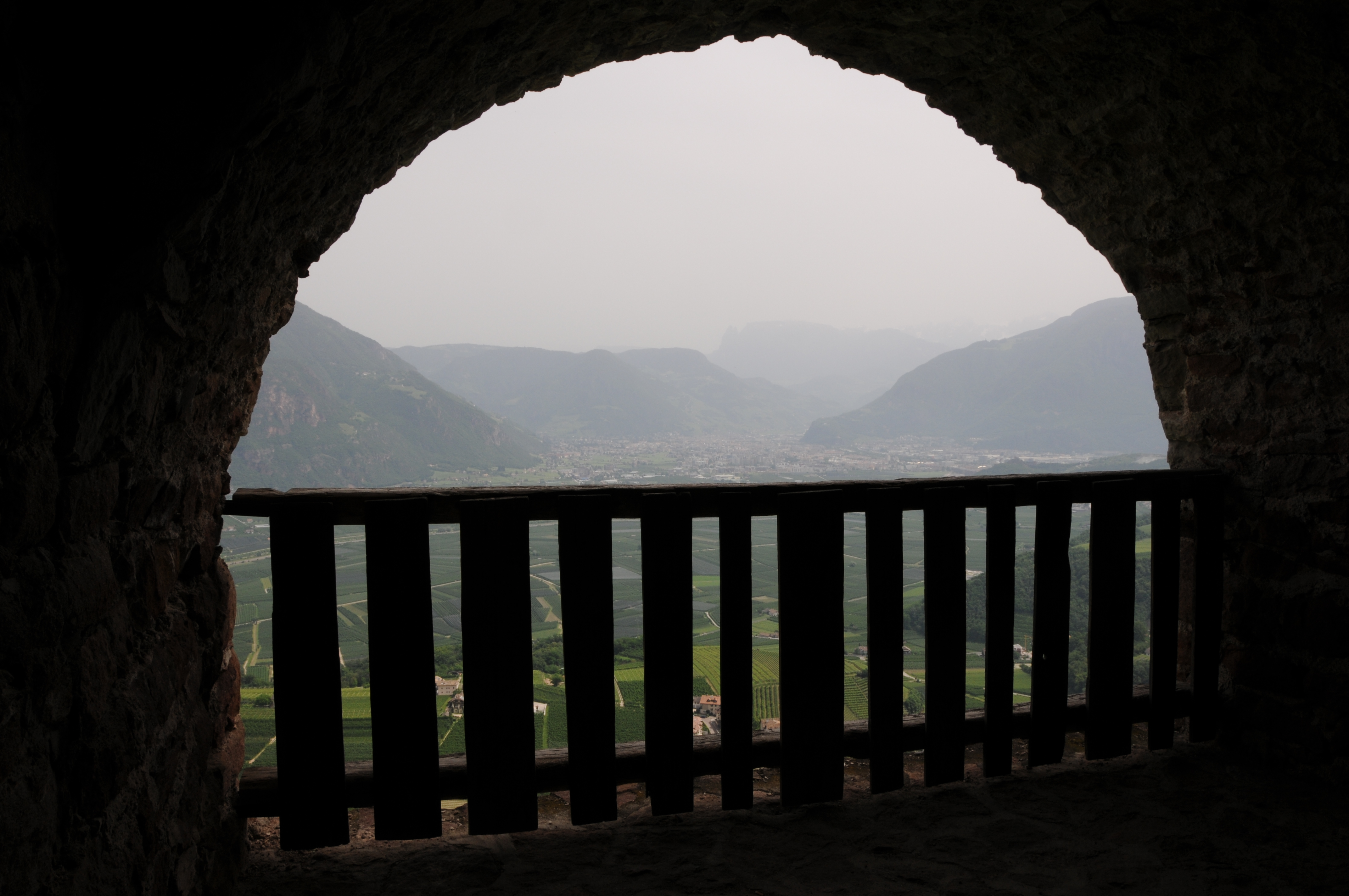
Mastio, apertura ad arco verso est, in fondo Bolzano
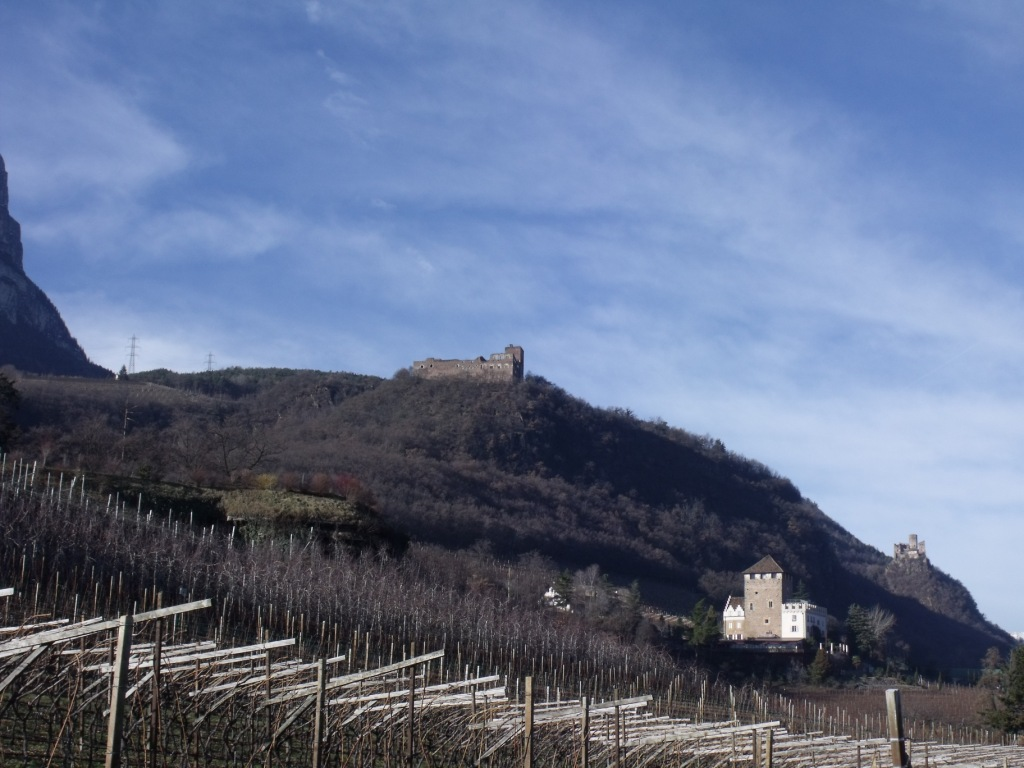
Castel Boymont, Castel Corba e Castel d'Appiano